# Aradã
Aradã (em persa: آرادان; romaniz.: Ārādān), também conhecida como Ardã (Ardān) e Azadã (Āzādān), é uma aldeia do distrito rural de Maspi, no condado de Abedanã, da província de Ilão, Irã. É a terra natal do ex-presidente do Irã, Mahmoud Ahmadinejad.
No censo de 2006, sua população era de 4 959 habitantes, em 1 380 famílias.